# シュリンプカクテル

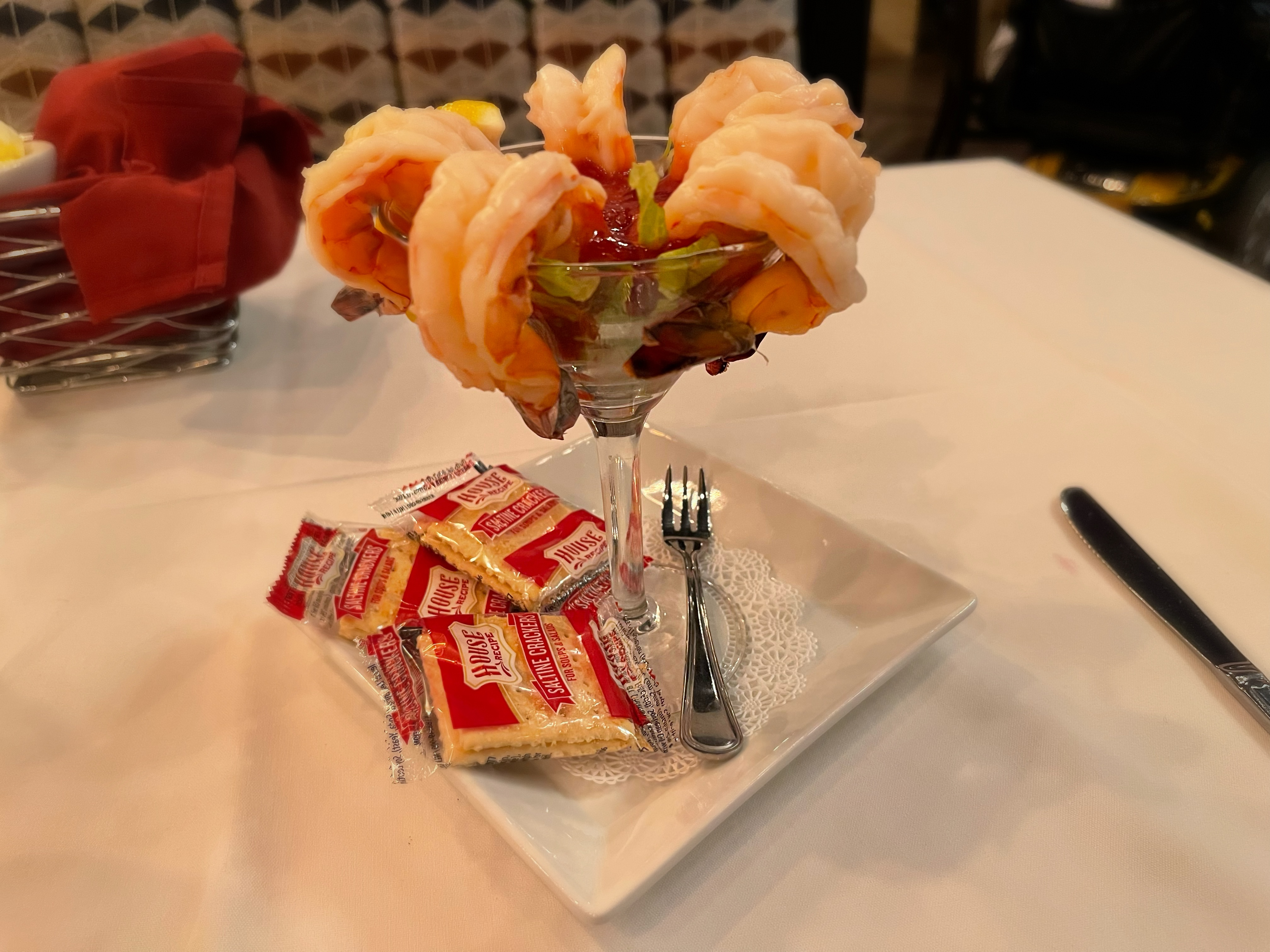
シュリンプカクテルの例

シュリンプカクテル（英語: shrimp cocktail、prawn cocktail）は、アペタイザーの一種。茹でて皮を剥いた小エビをカクテルグラスの縁にかけるように盛り付けた料理である。
イギリスやアメリカ合衆国で人気が高い。

## 概要
シュリンプカクテルに欠かせないものは、ソースである。アメリカ合衆国では伝統的にカクテルソースと呼ばれるケチャップとホースラディッシュを組み合わせたソースであるが、アメリカ合衆国以外では、ホースラディッシュをマヨネーズに替えたり（日本で言うところのオーロラソース）、ウスターソースやホットソースで提供されることもある。

## 歴史
シュリンプカクテルの歴史を語るには、その前身である「オイスターカクテル」の歴史から語らねばならない。
フードジャーナリストのジョン・マリアーニが著作『The Dictionary of American Food & Drink』で「oyster mad（牡蠣狂い）」と指摘するように19世紀のアメリカ合衆国では生牡蠣の人気が高く、アメリカのどこのレストランでも提供されていた。この頃、「オイスターカクテル」と呼ばれる料理があった。信憑性は薄いが、オイスターカクテルは「1860年にサンフランシスコの鉱山労働者が牡蠣をケチャップに浸して作った」ことが発祥とする説が新聞記事などでは繰り返し記載されている。ファニー・ファーマーの料理本『ボストン・クッキングスクール・クックブック』の1896年版にはオイスターカクテルは記載されていないが、1918年の第3版にはオイスターカクテルのレシピが3つ記載されている。「オイスターカクテルIII」のレシピはトマトケチャップ、レモンジュース、刻んだエシャロット、タバスコ、塩、すりおろしたホースラディッシュの組み合わせであり、これは今日知られるカクテルソースのレシピである。ウェブスター辞典にはオイスターカクテルやシュリンプカクテルの項目は記載がないが、カクテルソースの項目はあり、「1902年頃に初めて印刷物で使用された」とされている。これを裏付けるようにシカゴ・トリビューンのアーカイブでは、「スナイダーのカクテルソースパイント」の広告が1902年2月9日に掲載されていることが確認できる。
19世紀後半から20世紀初頭にかけては、人々があらゆる事物に「カクテル」という言葉を付けるのを好んでいた時代でもあり、「カクテルパーティー」に行く女性が「カクテルドレス」を着るようになり、「カクテルピアニスト」の演奏を聴いたり、「カクテルグラス」を「カクテルテーブル」に置いていた。これらを考慮すると、カクテルソース、オイスターカクテルとシュリンプカクテルは、こういったイベントの1つで提供されたためにその名前が（おそらくは「カクテルラウンジ」で）付けられたのだと推測ができる。
しかしながら、シカゴ・トリビューンのアーカイブにはこの推測を反証する記事がある。ザ・サンから1889年7月4日のシカゴ・トリビューンに転載された「Gastronomical Tips from California」はニューヨーク市のレストラン・デルモニコス（1837年開業）でのサンフランシスコの男性の話で、オイスターカクテルを料理としてではなく、サンフランシスコの名物の飲み物として説明している。「ゴブレット、またはビアグラスに半ダースから1ダースの小さな牡蠣を入れ、牡蠣が隠れるほど酒を注ぐ。塩、コショウ、ケチャップ、タバスコを少々、ウスターソースをスプーン半分、酢をスプーン2、3杯、そしてホースラディッシュをひとつまみ。スプーンでかき混ぜる」と男はレシピを説明している。このカクテルが実在したことはカクテル史に詳しいDavid Wondrichも認めるところであり、Wondrichに依れば、サンフランシスコでは1860年代にまで遡って存在が確認でき、バーだけでなく魚屋でも販売しており、サンフランシスコでは通りの行商人がグラス10セントで販売していた。1889年には、この「オイスターカクテル」はニューヨーク市でも知られるようになり、マンハッタンクラブによる地元の発明品とされた。Wondrichは「(オイスターカクテルは)1930年代まではかなり頻繁に提供されていたが、その後は少なくなり、1950年代には汚染によって牡蠣の収穫量が激減し、価格が急騰したため、衰退した」という説を唱えている。
牡蠣の収穫量の減少は、替わってエビの産業が本格的に始動した時期とも一致しており、1914年11月30日のシカゴ・トリビューンの広告には、ラサールホテル内のラサールの日替わりメニューの広告にハンガリー産ビーフグーラッシュやアスパラガスの先端をあしらったターキーカツレツと並んで「フレッシュシュリンプカクテル」の記載がある。ここの「シュリンプカクテル」は先のサンフランシスコの「オイスターカクテル」と違って、飲み物ではなく、一度に飲む必要もないため、ソースとシーフードを別々にして提供するようになっている。
1922年に刊行されたHelen M. Wellsの料理本『Everywoman's Cook Book』では、結婚記念日向けディナーのアペタイザーとしてカットしたシーフードを（今日でいうところの）カクテルソースで和えているレシピが紹介されており、1924年に刊行されたアイダ・ベイリー・アレンの料理本『Home Partners, or, Seeing the Family Through』には「LOBSTER, CRAB, SHRIMP; OR OYSTER COCKTAIL」として紹介されている。

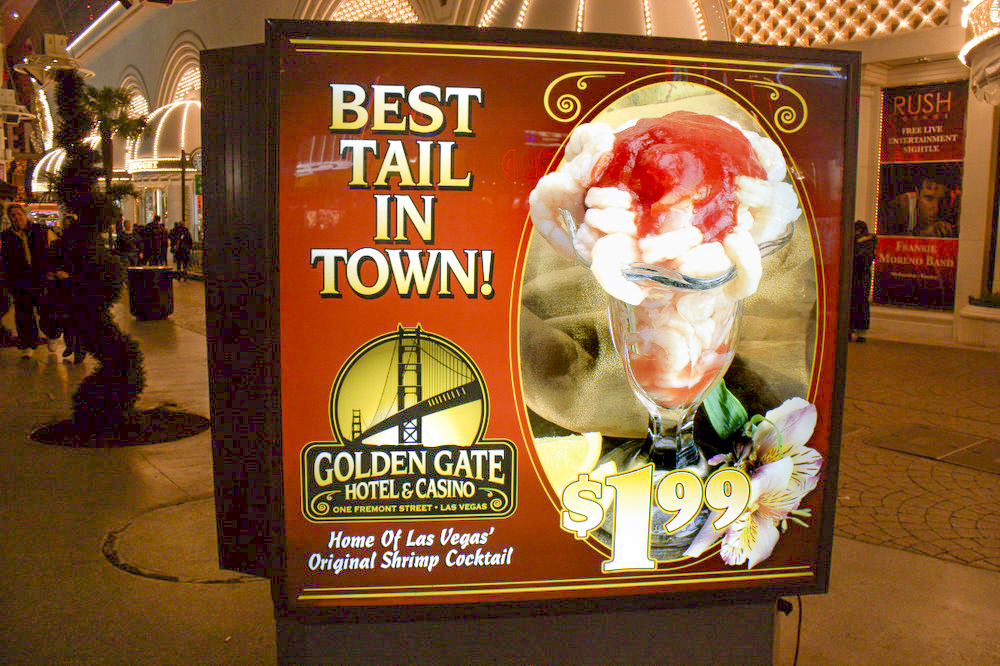
ゴールデンゲートホテルのシュリンプカクテルの看板

他にも、以下のような発祥説が唱えられている。
- 1920年に制定された禁酒法への対応から生まれた料理である。
- 1950年代後半にラスベガスのホテルで最初に提供された料理である。
  - ゴールデンゲートホテル（英語版）は、Italo Ghelfiが新鮮なシーフードにホームシックになり、1959年に50セントでシュリンプカクテルを販売し始めたのが最初としている[5]。
- イギリスで生まれた料理である。

1900年代半ばにシュリンプカクテルは人気となって、以降、次第に世界的に認知されるようになったのだけは確実である。

## イギリス

上段右端が「プローン・カクテル味」のポテトチップス

イギリスではプローンカクテル（prawn cocktail）と呼ばれ、1960年代から1980年代後半にかけて人気も知名度も高いオードブルであった。
ソースには「マリー・ローズ」と呼ばれるマヨネーズとケチャップを混ぜたものが使用され、レタスとエビとをソースで和える。ソース名の「マリー・ローズ」はヘンリー8世時代の軍艦メアリー・ローズに由来している。
今日でもクリスマスのパーティー・フード注文用カタログにはプローン・カクテルは必ず掲載されており、スーパーマーケットでは容器に入ったプローン・カクテルが通年で販売され、日々の「普段のおかず」としても食されている。ポテトチップスなどにも「プローン・カクテル味」があり、人気は高いといえるが、一方で「プローンカクテルが好物である」ことを告白するのには、憚られるイメージもある。
イギリスでプローンカクテルが知られるようになったのは「1967年にファニー・クラドックがプローンカクテルのレシピをテレビ番組で紹介したから」というのが通説となっている。テレビドラマ『コロネーション・ストリート』で1962年にプローンカクテルの名前が登場していたという説や、アメリカ合衆国の「オイスター・カクテル」を真似たものとする説もあるが、イギリスでプローンカクテルの知名度を高めたのが、ファニー・クラドックであるというのは、広く信じられている。